# Amblystegium tenuifolium
Amblystegium tenuifolium là một loài rêu trong họ Amblystegiaceae. Loài này được Kindb. mô tả khoa học đầu tiên năm 1890.